# NGC 6989
NGC 6989 bezeichnet im NGC-Katalog einen Asterismus im Sternbild Schwan. Der Katalogeintrag geht auf eine Beobachtung des Astronomen Wilhelm Herschel am 11. September 1790 zurück.